# Рамазанов, Магомед Курбанович
Магомед Курбанович Рамазанов (род. 7 декабря 1958, Махачкала) — советский самбист, чемпион СССР, Европы и мира, обладатель Кубков СССР и мира, Заслуженный мастер спорта СССР, старший тренер сборных команд Беларуси по самбо и дзюдо.

## Биография
Руководил сборной Беларуси по дзюдо с 1999 по 2004 год. На Олимпийских играх 2000 года в Сиднее бронзовым призёром стал Анатолий Ларюков. В 2004 году в Афинах чемпионом стал Игорь Макаров. Хотя успехи сборной команды в этот период были самыми значимыми, Рамазанов в 2004 году по собственному желанию оставил этот пост. Тогда ему было поручено возглавить сборную Беларуси по самбо. В 2012 году ему вновь было поручено возглавить сборную команду Беларуси по дзюдо.
Одним из известных воспитанников Рамазанова является призёр чемпионатов Европы и мира по самбо Александр Ваховяк.

## Спортивные результаты
- Кубок СССР по самбо 1980 года — ;
- Чемпионат СССР по самбо 1982 года — ;
- Кубок СССР по самбо 1983 года — ;
- Кубок СССР по самбо 1984 года — ;
- Командный Кубок СССР по самбо 1985 года — ;
- Личный Кубок СССР по самбо 1985 года — .